# Cnidos
Cnidos (en grec antic: Κνίδος, llatí: Cnidus) fou una ciutat de l'antiga Grècia situada a la costa de Cària i que formava part de l'Hexàpolis dòrica. Estrabó descriu la ciutat dient que tenia dos ports, un dels quals es podia tancar i estava destinat a les trirrems amb espai per a vint naus. Al davant de la ciutat, situada a la part occidental d'una llarga península, hi havia una illa (avui unida al continent per un istme) d'uns 7 estadis de circumferència, elevada i en forma de teatre unida per una calçada a la terra ferma, i que feia de Cnidos dues ciutats, ja que una gran part de Cnidos és l'illa, que protegeix els dos ports. A la part oest, l'illa és escarpada, i baixa cap a l'est cap als dos ports. El port situat al sud era més gran, format per dos molls transversals que s'endinsen al mar.
Estrabó també diu que l'illa estava separada del continent per un estret canal que anomena Euripus, i que sobre ell hi ha un pont. Pausànies afegeix que una carretera unia l'illa amb la resta de la ciutat.
Se'n conserven les ruïnes, que són grans i cobreixen una gran extensió. Les muralles es poden apreciar perfectament (en són dues, una de ciclòpia i l'altra en part pseudoisòdoma i en part isòdoma), així com parts dels dos ports. Es conserven també dos teatres i les restes d'un gran edifici, probablement un temple. A 2 km de les ruïnes cap a l'est, s'han trobat nombroses tombes, algunes de les quals són edificis de gran mesura.
Segons el mite, fou fundada pels doris del Peloponnès dirigits pel mític Tríopas. En època històrica, va ser una de les ciutats membres de la confederació de l'Hexàpolis dòrica, que va romandre reduïda a cinc ciutats amb l'expulsió d'Halicarnàs, segons diu Heròdot. La formaven Cnidos, Cos, i les ciutats de Lindos, Ialisos i Camiros, a Rodes, amb centre al temple de l'Apol·lo Triopi, on es feien jocs i celebracions a banda de les reunions polítiques. Aquest temple era a l'illa on hi ha Cnidos (illa que s'ha unit a la costa i és l'actual cap Krio). Cnidos va comerciar amb Egipte (on tenia la factoria de Nàucratis) i el seu tresor estava guardat a Delfos. Cnidos va colonitzar Lipara, una de les illes Eòlies vora Sicília.

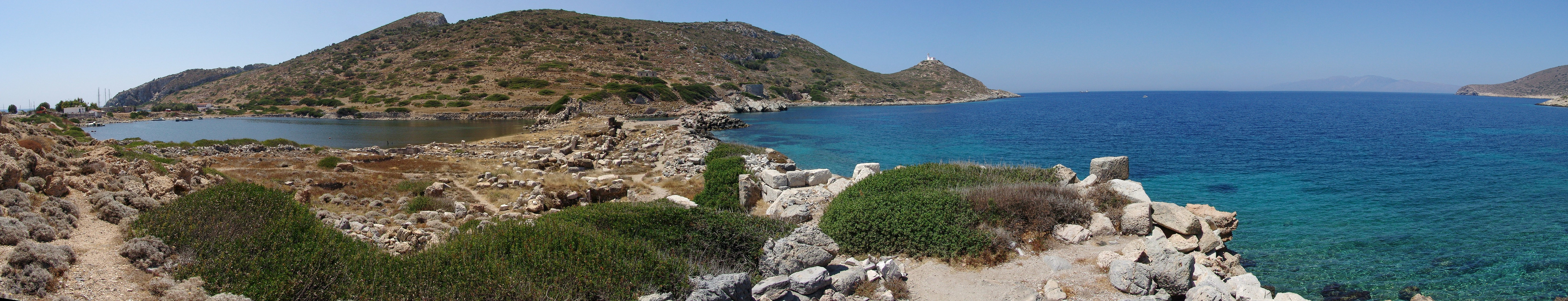
Cnidos.

El general persa Hàrpag, al servei de Cir II el Gran la va ocupar cap a l'any 540 aC. Va quedar sota dependència de Pèrsia fins que, al començament de la Guerra del Peloponnès, els habitants de Cnidos es van aliar amb Atenes, però la ciutat es va separar de l'aliança després de la desfeta siciliana, el 413 aC. Atenes va intentar recuperar la ciutat i la va atacar sense èxit. El 394 aC, el grec Conó, al servei de Pèrsia, va derrotar els espartans dirigits per Pisandre d'Esparta i van destruir la supremacia espartana.
Durant la Guerra Romano-Síria entre Roma i el selèucida Antíoc III el Gran, Cnidos va ser aliada de Roma. El 163 aC, van enviar ajut a Calinda revoltada contra Caune. Quan es va formar la província d'Àsia l'any 129 aC en va formar part, però era una ciutat lliure dins de la província, segons assegura Plini el Vell. Abans del 67 aC, va ser atacada i presa pels pirates cilicis, com també ho van ser Colofó, Samos i altres llocs, però a partir d'aquesta data Pompeu va assegurar-hi la tranquil·litat amb diverses mesures militars i polítiques, especialment l'assentament dels pirates en terres permanents.
Eudox, matemàtic, com l'anomena Estrabó, però més conegut com a astrònom, que tenia un observatori astronòmic (σκοπή) a la ciutat més alt que les cases i d'on va veure l'estel Canopus; Ctèsies, metge i historiador que va escriure una història de Pèrsia; Agatàrquides, que va escriure una obra sobre la mar Eritrea; i Sòstrat, el constructor del Far d'Alexandria, entre d'altres, van néixer a la ciutat.
Els habitants de Cnidos eren aficionats a l'art, encara que la ciutat no va produir artistes. Van sufragar una estàtua de Zeus a Olímpia, amb una imatge de Pèlops a un costat, i una altra del déu-riu Alfeu a l'altra, i van oferir a Delfos una imatge de Tríopas, el fundador de la ciutat, una figura d'un home dret al costat d'un cavall, i un conjunt format per Leto, amb Apol·lo i Àrtemis disparant les seves fletxes contra el gegant Tici.
A la ciutat es venerava sobretot a Afrodita, i segons Horaci era un dels seus llocs preferits per viure-hi. Pausànies diu que Afrodita hi tenia tres temples a la ciutat, un d'ells amb l'Afrodita deïtat dels mariners. La ciutat tenia l'estàtua nua d'Afrodita de Cnidos, obra de Praxíteles feta de marbre blanc, una de les grans obres de l'escultura grega. Es trobava en una sala amb dues portes, i es podia veure la imatge per les dues bandes. Segons Plini el Vell la gent visitava Cnidos per tal de veure la imatge. El rei de Bitínia Nicomedes I es va oferir a comprar la imatge a canvi de sufragar el deute públic de la ciutat, que era gran, però Cnidos va preferir conservar l'estàtua.